# 山崎善久
山﨑 善久（やまざき よしひさ、1967年7月22日 - 2017年8月12日）は、日本の教育者。学校法人駿河台大学理事長。

## 来歴
1967年に東京都で山崎春之を父に生まれる。駿台甲府高等学校へ進学し、駿河台大学法学部を卒業した。また、同大学院法学研究科を修了する。その後、駿河台大学の事務職員となり、事務局長、常務理事を歴任した。2007年に山崎春之の後を継ぎ、学校法人駿河台大学および学校法人駿台甲府学園の理事長に就任した。系列である学校法人駿河台学園の現理事長の山崎良子は継母にあたる。駿台グループで一貫教育を歩んだ稀有な存在である。
2017年8月12日午前11時53分、肺腺がんのため東京都千代田区の病院で死去、50歳没。